# Gerbrand Adriaensz Bredero
Gerbrand Adriaensz Bredero, nizozemski pesnik in dramatik, * 16. marec 1585, Amsterdam, † 23. avgust 1618.
Deloval je v času nizozemske zlate dobe.